# Lotus frondosus
Lotus frondosus là một loài thực vật có hoa trong họ Đậu. Loài này được Freyn miêu tả khoa học đầu tiên năm 1904.